# Quesa
Quesa es un municipio español de la Comunidad Valenciana, perteneciente a la provincia de Valencia, ubicado en la comarca del Canal de Navarrés. Cuenta con una población de 675 habitantes (INE 2024). Se trata de un municipio castellanohablante, en el que el castellano cuenta con el predominio lingüístico reconocido legalmente.

## Geografía
Emplazado en las estribaciones que forma la Muela de Bicorp al descender bruscamente hacia el valle del río Júcar. Su término es de forma alargada, siguiendo la dirección suuroeste-noreste. El relieve es muy accidentado.
El medio climático es típicamente mediterráneo.
Se accede a este pueblo desde Valencia, a través de la A-7 tomando luego la CV-560 y finalizando en la CV-580.

### Localidades limítrofes
El término municipal de Quesa limita con las localidades de Ayora, Bicorp, Bolbaite, Enguera, Millares, Navarrés y Tous, todas ellas de la provincia de Valencia.

## Historia
En este término municipal fueron descubiertas en 1972 unas importantes pinturas rupestres en un abrigo situado en la parte occidental del río Grande, abrigo nominado de Voro en atención a su descubridor Gómez Bellod. Corresponde al denominado Arte levantino, manifestación de las creencias de los últimos cazadores-recolectores de hace 10 000 años. Contiene numerosas figuras de ese estilo entre las que se ven arqueros desfilando, mujeres, cabras, etc. de color rojo vinoso. Son de una importancia suma pues han sido declaradas Patrimonio Mundial por la Unesco desde 1998. Aparte de estas pinturas prehistóricas, sólo se conoce en este territorio los restos de un poblado de la Edad del Bronce, típico de la cultura del Bronce Valenciano, en el cerro de la Rotura.
Los moros, que fueron sus fundadores, la llamaron Queixen, que significa pueblo azotado por vientos de poniente. Tras la conquista, en 1248, pasó al dominio de Jaime, denominándose Quesa. Entre el pueblo de Quesa y el de Bicorp existió un poblado llamado Benedriz, formado por 16 casas, que fue despoblado tras la expulsión morisca, quedando totalmente abandonado, y con el paso del tiempo las casas fueron asolándose.
La población de Quesa estuvo sujeta a la corona hasta el año 1387, fecha en que Pedro IV el Ceremonioso ofreció como regalo a Pedro de Jérica la jurisdicción alta y baja de la alquería de Navarrés y de Quesa.
En 1604 Felipe III dio el título de condado a Luis Castellà Vilanova, quien intentando resucitar en algún modo su apellido, denominó al pueblo Villa Castellar, pero la costumbre arraigada en el vecindario hizo que predominara el nombre de Quesa.
En 1690 una epidemia diezmó la población, falleciendo todos los vecinos del pueblo a excepción de una sola familia, llamada de los Garcías. Pasada la peste, acudieron a Quesa algunas familias, hasta que el 14 de febrero de 1695 fue devuelto a su iglesia el Santísimo Sacramento, los vasos sagrados y libros parroquiales que habían sido trasladados a Bicorp. Desde entonces los descendientes de la familia García celebraron una fiesta año tras año, a modo de acción de gracias, en la cual invitaban a comer a todos los vecinos y visitantes, con el propósito de atraer familias que contribuyeran a repoblar el municipio. Esta conmemoración ha perdurado hasta nuestros días, celebrándose el 14 de febrero la llamada Fiesta de la Reserva Eucarística.
El 1 de agosto de 1898 cayó un meteorito octahedrita, de hierro, de 10,75 kilogramos.
Quesa también es reconocido por sus preciosos charcos naturales donde mucha gente de la provincia y de otros lugares de España van a bañarse.

## Demografía
Quesa cuenta con una población de 675 habitantes (INE 2024).
| Gráfica de evolución demográfica de Quesa entre 1842 y 2021                                                         |
| |
| Población de derecho según los censos de población del INE Población de hecho según los censos de población del INE |

## Economía
La industria, aparte de la derivada de la comercialización de los productos agrícolas, cuenta con las extractivas de yeso y pórfido en las canteras del término. En el siglo pasado existían dos minas de hierro y había cierto número de habitantes que se dedicaban a tejer lienzos caseros, restos de una antigua industria sedera que floreció en el siglo XVIII.

## Administración y política
| Periodo   | Nombre                   | Partido                                         |
| --------- | ------------------------ | ----------------------------------------------- |
| 1979-1983 | Cándido Moreno Baldo     | Partit Socialista del País Valencià (PSPV-PSOE) |
| 1983-1987 | Cándido Moreno Baldo     | Partit Socialista del País Valencià (PSPV-PSOE) |
| 1987-1991 | Cándido Moreno Baldo     | Partit Socialista del País Valencià (PSPV-PSOE) |
| 1991-1995 | Cándido Moreno Baldo     | Partit Socialista del País Valencià (PSPV-PSOE) |
| 1995-1999 | Cándido Moreno Baldo     | Partit Socialista del País Valencià (PSPV-PSOE) |
| 1999-2003 | Cándido Moreno Baldo     | Partit Socialista del País Valencià (PSPV-PSOE) |
| 2003-2007 | Cándido Moreno Baldo     | Partit Socialista del País Valencià (PSPV-PSOE) |
| 2007-2011 | Jesús Miguel Requena Mut | Gente del Lugar (GDL)                           |
| 2011-2015 | Jesús Miguel Requena Mut | Partido Popular (PP)                            |
| 2015-2019 | Carina Primo Valiente    | Partit Socialista del País Valencià (PSPV-PSOE) |
| 2019-2023 | Carina Primo Valiente    | Partit Socialista del País Valencià (PSPV-PSOE) |
| 2023-act. | Rafael Bas Baldó         | Partit Socialista del País Valencià (PSPV-PSOE) |

## Monumentos y lugares de interés

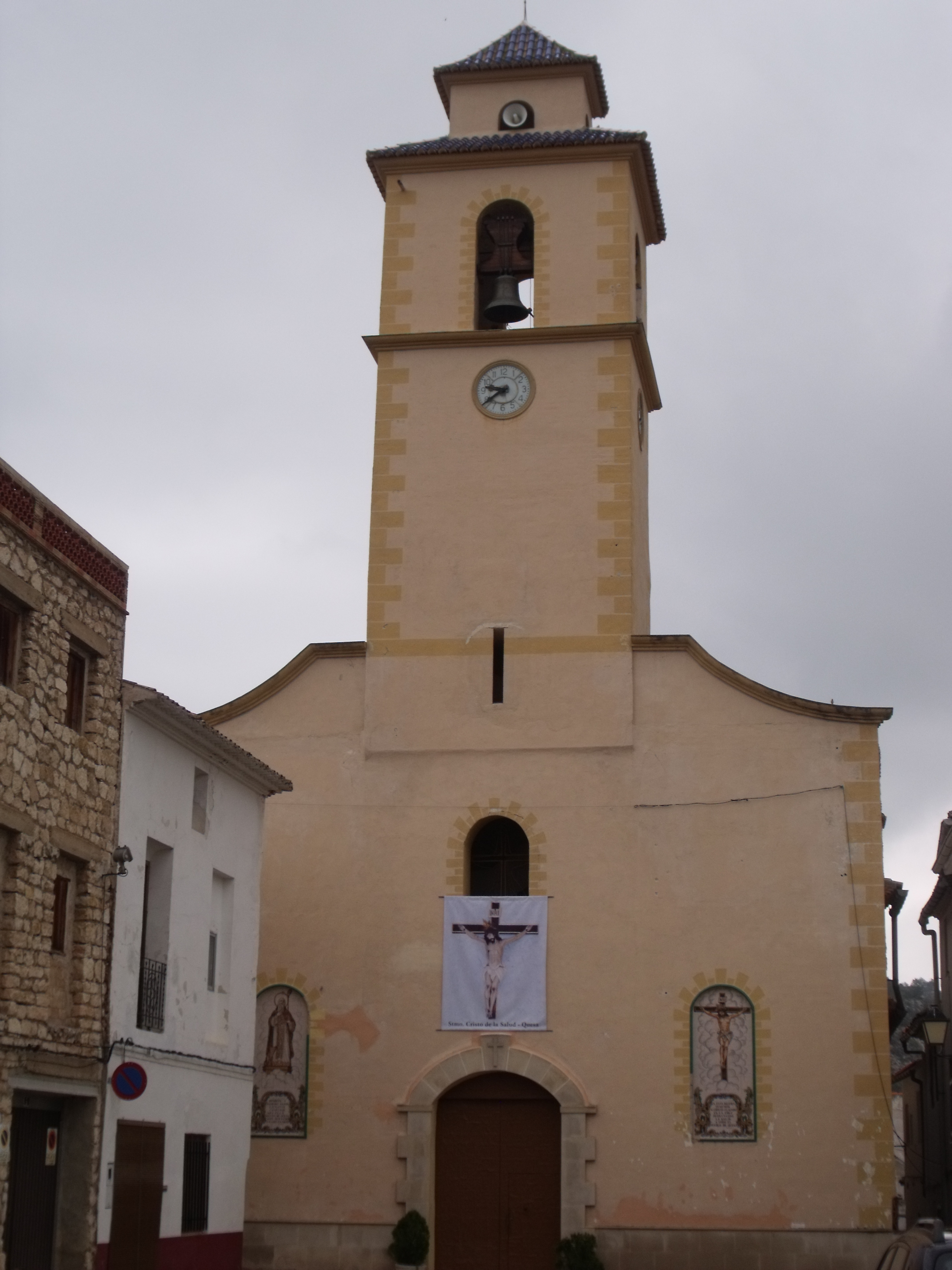
Iglesia de San Antonio Abad

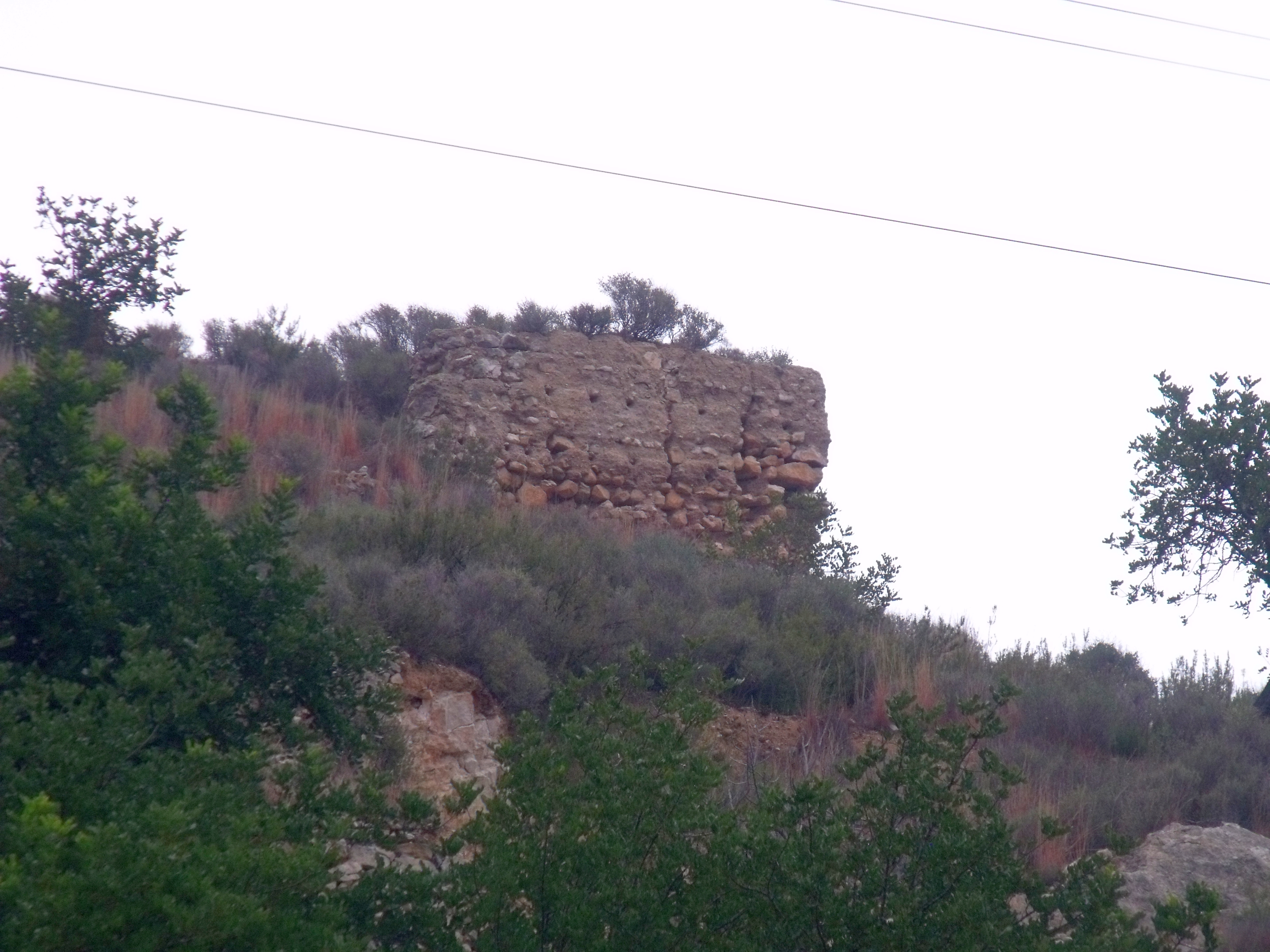
Restos del castillo

- Iglesia parroquial. Está dedicada a San Antonio Abad.
- Castillo de Quesa. Fortaleza de origen árabe construida en el siglo XI, y abandonada tras la conquista cristiana.

## Cultura

### Fiestas
- Fiestas Patronales. El pueblo de Quesa celebra sus fiestas patronales en agosto, en honor a la Virgen de la Aurora y al Santísimo Cristo de la Salud, el patrón del pueblo.